# Grutas en España
En España hay numerosas grutas, de las cuales algunas son visitables por el público.
Las más conocidas están en Mallorca, las cuevas del Drach, la Gruta de Artá y  la grutas de Campanet
En Aracena (Huelva) está la Gruta de las Maravillas, en Málaga la cueva de Nerja ad. y en Arenas de San Pedro (Ávila) las cuevas del Águila.
Hay otras muchas que o no pueden visitarse, o tienen entrada restringida a profesionales.
Hay otras cuevas que no presentan formaciones geológicas destacables pero contienen pinturas rupestres de gran interés, como la cueva de Altamira (Santillana del Mar, Cantabria) o la cueva de la Pileta en Benaoján (serranía de Ronda en la provincia de Málaga).